# Ben Crompton
Ben Crompton (Manchester, 28 novembre 1974) è un attore britannico.
Ha iniziato la sua carriera verso la fine degli anni novanta con qualche serie televisiva. Dal 2012 al 2019 è apparso nella serie HBO Il Trono di Spade dove interpreta il guardiano della notte Eddison Tollett.

## Filmografia parziale

### Cinema
- I miserabili (Les Misérables), regia di Bille August (1998)
- La carica dei 102 - Un nuovo colpo di coda (102 Dalmatians), regia di Kevin Lima (2000)
- Blow Dry, regia di Paddy Breathnach (2001)
- Tutto o niente (All or Nothing), regia di Mike Leigh (2002)
- Kill List, regia di Ben Wheatley (2011)
- Blood, regia di Nick Murphy (2012)
- Before I Go to Sleep, regia di Rowan Joffe (2014)
- Rebecca, regia di Ben Wheatley (2020)

### Televisione
- Sbirri da sballo (The Thin Blue Line) – serie TV, 1 episodio (1996)
- Dalziel and Pascoe – serie TV, 1 episodio (1998)
- Clocking Off – serie TV, 5 episodi (2001-2003)
- Testimoni silenziosi (Silent Witness) – serie TV, 2 episodi (2002)
- Nord e sud (North & South) – miniserie TV, 1 episodio (2004)
- Ideal – serie TV, 39 episodi (2005-2011)
- L'ispettore Barnaby (Midsomer Murders) – serie TV, episodio 11x03 (2008)
- Pramface – serie TV, 17 episodi (2012-2014)
- Il Trono di Spade (Game of Thrones) – serie TV, 34 episodi (2012-2019)
- Doctor Who – serie TV, 1 episodio (2014)
- The Great Fire – miniserie TV, 4 episodi (2014)
- Strike – serie TV, 5 episodi (2017-2022)
- Marcella – serie TV, episodi 2x05-2x06 (2018)
- Professor Wolfe (Wolfe) – serie TV, episodio 1x01 (2021)
- Lockwood & Co. – serie TV, 3 episodi (2023)
- Cobra - Unità anticrisi (Cobra) – serie TV, 6 episodi (2023)

## Doppiatori italiani
Nelle versioni in italiano delle opere in cui ha recitato, Ben Crompton è stato doppiato da:
- Roberto Stocchi in La carica dei 102 - Un nuovo colpo di coda
- Emiliano Ragno in Kill List
- Alberto Caneva ne Il Trono di Spade
- Francesco Meoni in Blood
- Giampiero Luciani in Strike
- Stefano Brusa in Marcella
- Riccardo Scarafoni in Lockwood & Co.
- Fabrizio Vidale in Full Monty - La serie